# Бабареко, Адам Антонович
Ада́м Анто́нович Бабаре́ко (бел. Адам Антонавіч Бабарэка; псевдонимы и криптонимы: А. Б.; А. Ч.; А-м Б-а; А. Б-ка; А. Б-рэка; Адам Гаротны; Я. Каліна; Якім Каліна; Малады настаўнік; А. Рэка; Чырвоны; А. Чырвоны; Адам Чырвоны; А. Чэмер; 14 октября 1899, Слобода-Кучинка, Минская губерния — 10 октября 1938, Железнодорожный, Коми АССР) — белорусский советский прозаик, критик, литературовед, драматург. Один из организаторов белорусских литературно-художественных объединений «Маладняк» и «Узвышша».

## Биография
Родился 14 октября 1899 года в крестьянской семье в деревне Слобода-Кучинка (ныне Копыльский район Минской области, Белоруссия). По национальности белорус.
Учился в Слуцкой школе, окончил Минскую духовную семинарию (1918), учительствовал на Случчине.
Во время польской оккупации участвовал в антипольском подполье и партизанском движении, в 1920 году был арестован польскими властями, подвергался пыткам в дефензиве.
После освобождения части территории Белоруссии снова работал учителем, был членом волостного ревкома и возглавлял волостное отделение народного просвещения. Служил в РККА (1921—1922).
В 1922—1927 годах учился на этнолого-лингвистическом отделении Белорусского государственного университета, работал в редакции газеты «Савецкая Беларусь». Был одним из организаторов белорусских литературных объединений «Маладняк» (1923) и «Узвышша» (1926). У 1926—1929 годах преподавал белорусский язык и литературу в Коммунистическом университете Белоруссии, с 1928 года — ассистент кафедры истории белорусской литературы БГУ.
Арестован ГПУ Белорусской ССР 25 июля 1930 года в Минске по делу «Союза освобождения Белоруссии». Осужден 10 апреля 1931 года за «антисоветскую агитацию» к 5 годам ссылки. Год находился в тюремном заключении в Минске. Ссылку отбывал в городском посёлке Слободское Кировской области, с конца 1934 года — в Кирове. Работал бухгалтером. Срок ссылки был продолжен на два года в административном порядке.
Повторно арестован 24 июля 1937 года. 15 февраля 1938 года приговорен «тройкой» по Кировской области к 10 годам заключения в лагерях. Наказание отбывал в посёлке Княж-Погост Коми АССР в Северном железнодорожном лагере НКВД, где умер в лагерной больнице.
Реабилитирован по первому делу судебной коллегией по криминальным делам Верховного суда Белорусской ССР 15 ноября 1957 года, по второму — 4 июля 1959 года Кировским областным судом.
Был женат, имел двоих дочерей.

## Творчество
Первые публикации датированы 1920 годом. В 1925 году издал книгу бел. «Апавяданні» («Рассказы») (Минск).
Разрабатывал вопросы литературоведения и эстетики, принципы народности в литературе, социальной и эстетической ценности литературы, исследовал историю белорусской литературы, творчество Я. Купалы, Я. Коласа, М. Богдановича, В. Дубовки, К. Чёрного.

### Книги поэзии
- Сборник рассказов бел. «Апавяданні» («Рассказы») (1925)
- Сборник пьес бел. «Лекары і лекі; Два жаніхі : П'есы ў І дзеі» («Врачи и лекарство; Два жениха : Пьесы в І акте») (1925)
- Пьеса бел. «Перамена : П'еса ў 2 актах» («Перемена : Пьеса в 2 актах») (1926)
- Жыццёпіс i працы (Аутфбіяграфія)//Пра час i пра сябе. — Мн., 1966
- Избранное бел. «Збор твораў : у 2 т.» («Собрание сочинений : в 2-х т.») (2011)